# Vauderens

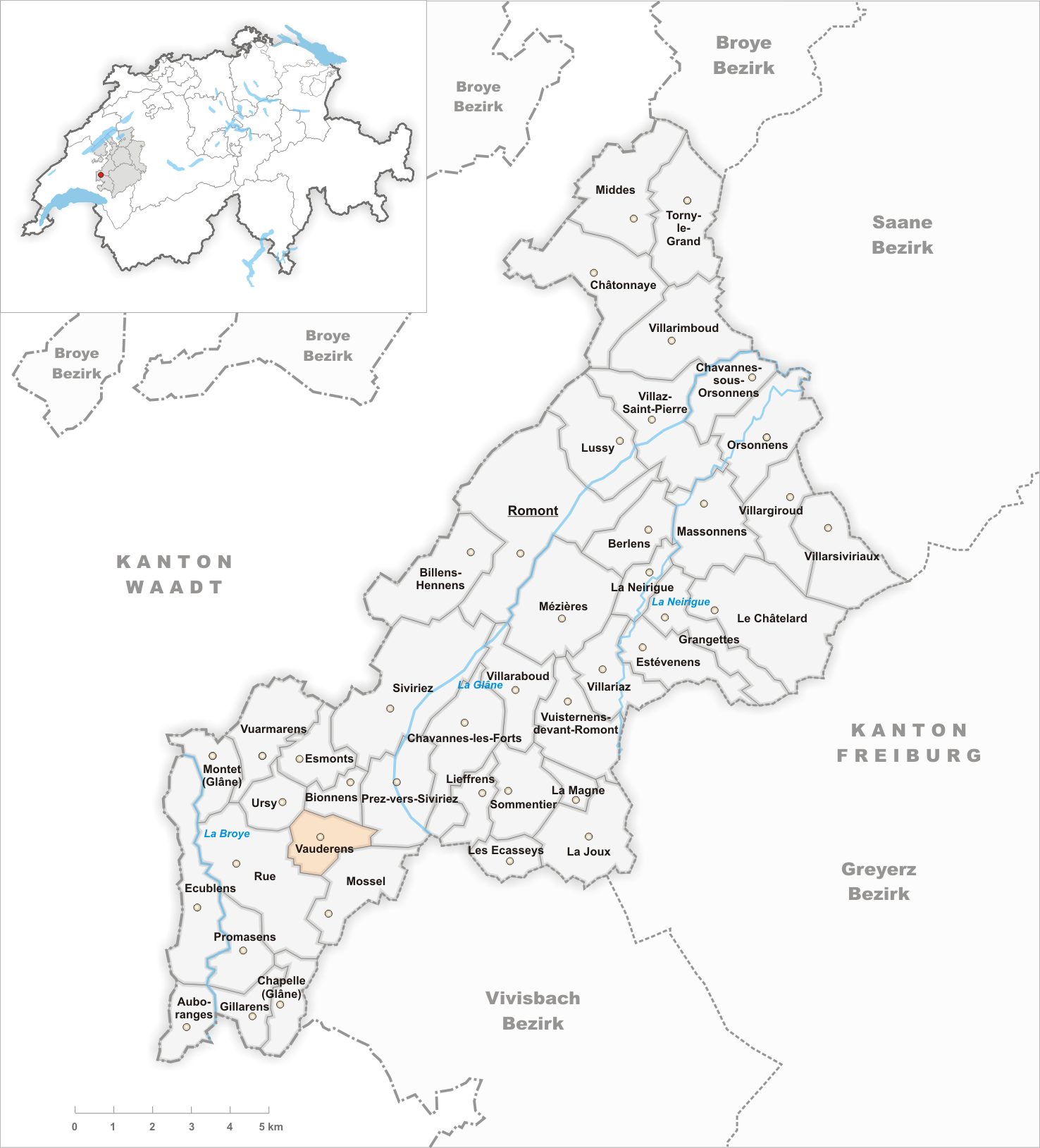
Gemeindestand vor der Fusion am 1. Januar 2001

Vauderens (Freiburger Patois Voudèrinⓘ) ist eine Ortschaft und früher selbständige politische Gemeinde im Distrikt Glâne des Kantons Freiburg in der Schweiz. Am 1. Januar 2001 wurde Vauderens nach Ursy eingemeindet.

## Geographie
Vauderens liegt auf 757 m ü. M., zwei Kilometer südöstlich von Ursy und zehn Kilometer südwestlich des Bezirkshauptortes Romont (Luftlinie). Das Dorf erstreckt sich am oberen östlichen Talhang der Broye, in der Mulde des Dorfbachs am Fuss der Waldhöhe Le Meylan, im südwestlichen Freiburger Mittelland. Die ehemalige Gemeindefläche betrug rund 2,4 km². Das Gebiet umfasste die Mulde des Dorfbachs von Vauderens sowie die angrenzenden Hänge und reichte nach Osten auf die zumeist mit Wald bestandenen Molassehöhen Le Meylan (866 m ü. M.) und La Crêta (873 m ü. M.).

## Bevölkerung
Mit 462 Einwohnern (2000) zählte Vauderens vor der Fusion zu den kleinen Gemeinden des Kantons Freiburg. Zu Vauderens gehören einige Einzelhöfe.
Einwohnerzahlen: Volkszählungsdaten    1860: Bahnbau

## Wirtschaft
Vauderens war bis in die zweite Hälfte des 20. Jahrhunderts ein vorwiegend durch die Landwirtschaft geprägtes Dorf. Noch heute haben die Milchwirtschaft, die Viehzucht und in geringerem Mass der Ackerbau einen wichtigen Stellenwert in der Erwerbsstruktur der Bevölkerung. Weitere Arbeitsplätze sind im lokalen Kleingewerbe (unter anderem in einem Betrieb der Baubranche und in einer mechanischen Werkstatt) und im Dienstleistungssektor vorhanden. In den letzten Jahrzehnten hat sich das Dorf dank seiner attraktiven Lage auch zu einer Wohngemeinde entwickelt. Viele Erwerbstätige sind deshalb Wegpendler, die hauptsächlich in den Regionen Romont, Moudon und Oron-la-Ville arbeiten.

## Verkehr
Das Dorf liegt abseits der grösseren Durchgangsstrassen an einer Verbindungsstrasse von Ursy nach Porsel. Am 4. September 1862 wurde die Eisenbahnlinie von Lausanne nach Freiburg mit einem Bahnhof in Vauderens in Betrieb genommen. Der nordöstlich des Ortes gelegene Bahntunnel, der unter der Höhe von Le Meylan in das obere Glânetal führte, hatte einen zu geringen Querschnitt, so dass die Doppelstockwagen der SBB nicht passieren konnten. Er wurde deshalb im Rahmen des Projektes Bahn 2000 durch einen Neubau von 1,975 km Länge ersetzt, der im Jahr 2001 eröffnet wurde.
Für die Feinverteilung im öffentlichen Verkehr sorgt die Buslinie der Freiburgischen Verkehrsbetriebe, die von Romont via Ursy und Vauderens nach Moudon verkehrt.

## Geschichte

Luftbild (1964)

Die erste urkundliche Erwähnung des Ortes erfolgte im 12. Jahrhundert unter dem Namen Waldenens. Später erschienen die Bezeichnungen Voudenens (1215), Woudunens (1256), Voudanens (1380), Vouderens (1403) und Vauderens (1668). Der Ortsname geht auf den Personennamen Wuldwin oder Waldilo zurück und bedeutet mit dem Suffix -ens so viel wie bei den Leuten des Wuldwin/Waldilo.
Vauderens gehörte seit dem Mittelalter zur Herrschaft und Kastlanei Rue. Als die Berner 1536 das Waadtland eroberten, kam das Dorf unter die Herrschaft von Freiburg und wurde der Vogtei Rue zugeordnet. Nach dem Zusammenbruch des Ancien Régime (1798) gehörte Vauderens während der Helvetik und der darauf folgenden Zeit zum Bezirk Rue und wurde 1848 in den Bezirk Glâne eingegliedert.
Im Rahmen der vom Kanton Freiburg seit 2000 geförderten Gemeindefusionen wurde Vauderens zusammen mit Mossel und Bionnens mit Wirkung auf den 1. Januar 2001 nach Ursy eingemeindet.